# 646

## Esdeveniments
- Japó: Amb la Reforma Taika, que promulga l'Emperador Tenji, reestructurant la cort i la societat, el país passa del Període Asuka al Període Hakuhō.
- Safetula (Àfrica): Gregori, governador romà d'Orient de la província, es declara independent de Constant II, amb l'ajuda dels amazics.
- Líbia: Els àrabs s'instal·len al nord-oest de la província.
- 18 de novembre – Toledo (Regne de Toledo): S'inaugura el VII Concili d'aquesta ciutat.
- Toledo (Regne de Toledo): El bisbe metropolità Eugeni I mor durant la celebració del Concili i és succeït per Eugeni II.

## Naixements
- Damasc (Síria): Abd-al-Màlik ibn Marwan, cinquè califa omeia. (m. 705)

## Necrològiques
- Toledo (Regne de Toledo): Eugeni I, bisbe metropolità de la ciutat.